# Chase Budinger
Chase Andrew Budinger (nascut el 22 de maig de 1988 a Encinitas, Califòrnia) és un exjugador de bàsquet estatunidenc. Amb 2,01 metres d'altura, jugava en la posició d'aler.

## Trajectòria esportiva

### Universitat
Després de participar en el prestigiós McDonald's All-American Game el 2006, on va ser triat MVP del partit juntament amb Kevin Durant, va jugar durant 3 temporades amb els Wildcats de la Universitat d'Arizona, en les quals va fer una mitjana de 17,0 punts, 5,8 rebots i 2,8 assistències per partit. En la seva primera temporada va ser triat novellde l'any de la Pacific TenConference, després d'acabar com a setè millor anotador de la conferència, amb 15,6 punts per partit. Aquella temporada va aconseguir el seu rècord d'anotació davant Northern Arizona, anotant 32 punts.

### Professional
Va ser triat en la quarantena quarta posició del Draft de l'NBA de 2009 per Detroit Pistons, que el van traspassar a Houston Rockets a canvi d'una futura segona ronda del draft i diners. El juny de 2012 es tanca un traspàs que l'envia (consjuntament amb els drets de Lior Eliyahu) als Minnesota Timberwolves a canvi de l'elecció número 18 del draft d'aquest mateix any.
El 18 d'octubre va ser acomiadat dels Nets sense haver començat la temporada.
El 27 d'octubre de 2016 es confirma el seu fitxatge per a la temporada 2016/2017 pel Baskonia de la lliga Endesa d'Espanya.

## Estadístiques de la seva carrera en l'NBA

### Temporada regular
| Any     | Equip     | PJ  | PT | MPP  | %TC  | %3   | %TL  | RPP | APP | ROB | TPP | PPP |
| ------- | --------- | --- | -- | ---- | ---- | ---- | ---- | --- | --- | --- | --- | --- |
| 2009-10 | Houston   | 74  | 4  | 20.1 | .441 | .369 | .770 | 3.0 | 1.2 | .5  | .2  | 8.9 |
| 2010-11 | Houston   | 78  | 22 | 22.3 | .425 | .325 | .855 | 3.6 | 1.6 | .5  | .2  | 9.8 |
| 2011-12 | Houston   | 58  | 9  | 22.4 | .442 | .402 | .771 | 3.7 | 1.3 | .5  | .1  | 9.6 |
| 2012-13 | Minnesota | 23  | 1  | 22.1 | .414 | .321 | .762 | 3.1 | 1.1 | .6  | .3  | 9.4 |
| 2013-14 | Minnesota | 41  | 8  | 18.3 | .394 | .350 | .821 | 2.5 | 0.8 | .5  | .0  | 6.7 |
| 2014-15 | Minnesota | 67  | 4  | 19.2 | .433 | .364 | .827 | 3.0 | 1.0 | .7  | .1  | 6.8 |
| 2015-16 | Indiana   | 49  | 2  | 14.9 | .418 | .290 | .708 | 2.5 | 1.0 | .6  | .2  | 4.4 |
| 2015-16 | Phoenix   | 17  | 0  | 11.8 | .511 | .235 | .625 | 1.7 | 0.9 | .2  | .1  | 3.2 |
| Total   | Total     | 407 | 50 | 19.7 | .430 | .352 | .797 | 3.0 | 1.2 | .5  | .2  | 7.9 |